# 내털리 킹스턴

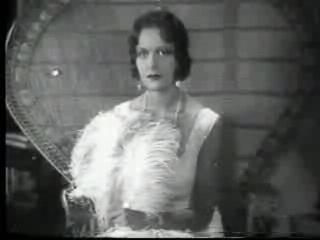

내털리 킹스턴(영어: Natalie Kingston, 1905년 5월 19일 ~ 1991년 2월 2일)는 미국의 배우, 댄서이다.
벌레이오에서 태어났다.

## 영화
- 타잔 - 프랭크 메릴 편 2 (1929년)
- 어 걸 인 에브리 포트 (1928년)
- 스트리트 엔젤 (1928년)
- 타잔 - 프랭크 메릴 편 1 (1928년)
- 긴 바지 (1927년)
- 올 나이트 롱 (1924년)